# E'Last
 (mai 2023).
La mise en forme du texte ne suit pas les recommandations de Wikipédia : il faut le « wikifier ».
Les points d'amélioration suivants sont les cas les plus fréquents. Le détail des points à revoir est peut-être précisé sur la page de discussion.
- Les titres sont pré-formatés par le logiciel. Ils ne sont ni en capitales, ni en gras.
- Le texte ne doit pas être écrit en capitales (les noms de famille non plus), ni en gras, ni en italique, ni en « petit »…
- Le gras n'est utilisé que pour surligner le titre de l'article dans l'introduction, une seule fois.
- L'italique est rarement utilisé : mots en langue étrangère, titres d'œuvres, noms de bateaux, etc.
- Les citations ne sont pas en italique mais en corps de texte normal. Elles sont entourées par des guillemets français : « et ».
- Les listes à puces sont à éviter, des paragraphes rédigés étant largement préférés. Les tableaux sont à réserver à la présentation de données structurées (résultats, etc.).
- Les appels de note de bas de page (petits chiffres en exposant, introduits par l'outil «  Source ») sont à placer entre la fin de phrase et le point final[comme ça].
- Les liens internes (vers d'autres articles de Wikipédia) sont à choisir avec parcimonie. Créez des liens vers des articles approfondissant le sujet. Les termes génériques sans rapport avec le sujet sont à éviter, ainsi que les répétitions de liens vers un même terme.
- Les liens externes sont à placer uniquement dans une section « Liens externes », à la fin de l'article. Ces liens sont à choisir avec parcimonie suivant les règles définies. Si un lien sert de source à l'article, son insertion dans le texte est à faire par les notes de bas de page.
- La présentation des références doit suivre les conventions bibliographiques. Il est recommandé d'utiliser les modèles {{Ouvrage}}, {{Chapitre}}, {{Article}}, {{Lien web}} et/ou {{Bibliographie}}. Le mode d'édition visuel peut mettre en forme automatiquement les références.
- Insérer une infobox (cadre d'informations à droite) n'est pas obligatoire pour parachever la mise en page.

Pour une aide détaillée, merci de consulter Aide:Wikification.
Si vous pensez que ces points ont été résolus, vous pouvez retirer ce bandeau et améliorer la mise en forme d'un autre article.
E'Last (coréen : 엘라스트, prononcé « El-Last » et communément stylisé comme E'LAST), aussi connu sous le nom d'EBoyz (이보이즈), est un boys band sud-coréen crée par E Entertainment. Le groupe est composé de huit membres : Rano, Choi In, Seungyeop, Baekgyeul, Romin, Won Hyuk, Wonjun et Yejun. Ils ont effectué leurs débuts le 9 juin 2020, avec leur premier mini-album, Day Dream et leur premier single s'intitulant Swear (hangeul : 기사의 맹세, litt. « Serment du Chevalier »).

## Histoire
E'Last est le premier groupe de E Entertainment. Leur nom signifie Everlasting, ce qui signifie « Éternel » ou « Infini »,. Won Hyuk et Wonjun étaient des concurrents sur Produce X 101 et ont été les deux premiers à être introduits dans le groupe EBoyz. Ils ont été rejoints au cours de l'été 2019 par Choi In, Rano et Seungyeop.
Les membres ont annoncé leur propre émission de téléréalité, intitulée Unlock, avant leurs débuts. La chaîne YouTube officielle du groupe a mis en ligne un épisode tous les vendredis, couvrant la vie quotidienne des garçons et la préparation de leurs débuts.
Le groupe a fait ses débuts le 9 juin 2020, avec leur premier extended play, Day Dream, avec la chanson titre Swear. Sur leur premier album, les membres ont déclaré dans une interview que Rano, Baekgyeul, Won Hyuk et Wonjun avaient participé à l'écriture et à la composition.
Le groupe est revenu avec leur deuxième extended play, Awake et le titre Tears Of Chaos le 11 novembre 2020. Wonjun n'a pas été impliqué dans le retour en raison de conflits d'horaire, car il était l'hôte de l'émission EBS Boni Hani.
En avril 2021, il a été annoncé que les membres Choi In, Seungyeop, Romin et Wonjun formeraient une nouvelle sous-unité E'Last U. La sous-unité a sorti son premier single digital Remember le 19 mai 2021.
Le 29 septembre 2021, le groupe a publié son premier single album Dark Dream et la chanson titre du même nom.
Le 27 avril 2022, le groupe a sorti son troisième extended play Roar et la chanson titre Creature.
Le Modèle:Dat, l'agence a confirmé que Seungyeob effectuerait son service militaire obligatoire le 31 janvier au centre de formation d'enrôlement de la 28e division d'infanterie.

## Membres
- Rano (라노) - Leader
- Choi In (최인)
- Seungyeop (승엽)
- Baekgyeul (백결)
- Romin (로민)
- Won Hyuk (원혁)
- Wonjun (원준)
- Yejun (예준)

## Discographie

### Single albums
| Titre      | Détails                                                                                          | Meilleur classement | Ventes         |
| Titre      | Détails                                                                                          | KOR                 | Ventes         |
| ---------- | ------------------------------------------------------------------------------------------------ | ------------------- | -------------- |
| Dark Dream | - Sortie : 29 septembre 2021 - Label : E Divertissement - Formats : CD, téléchargement numérique | 8                   | - KOR : 22 130 |

### Singles
| Titre                       | Année | Meilleur classement | Meilleur classement | Album      |
| Titre                       | Année | KOR                 | Us World            | Album      |
| --------------------------- | ----- | ------------------- | ------------------- | ---------- |
| "Swear" (기사의 맹세)       | 2020  | —                   | —                   | Day Dream  |
| "Tears of Chaos" (눈물자국) | 2020  | —                   | —                   | Awake      |
| "Dangerous"                 | 2021  | —                   | —                   | Awake      |
| "Dark Dream" (악연)         | 2021  | —                   | 4                   | Dark Dream |
| "To.Lie"                    | 2021  | —                   | —                   | Dark Dream |
| "Creature"                  | 2022  | —                   | 8                   | Roar       |

## Vidéographie

### Clip musicales
| Année | Titre                       | Directeur               | Réf.   |
| ----- | --------------------------- | ----------------------- | ------ |
| 2020  | "Swear" (기사의 맹세)       | Kinotaku                | [ 19 ] |
| 2020  | "Tears of Chaos" (눈물자국) | Kinotaku                | [ 19 ] |
| 2021  | "Dangerous"                 | Kinotaku                | [ 19 ] |
| 2021  | "Dark Dream" (안연)         | Kinotaku                | [ 19 ] |
| 2022  | "Creature"                  | Jin Hyun Heo (Zanybros) | [ 20 ] |
| 2023  | "Thrill"                    |                         |        |